# 卓松盛
卓松盛（1961年9月—），男，汉族，广东中山人，中华人民共和国政治人物，曾任中共中央办公厅调研室主任，中共中央文献研究室副主任。